# Stereophyllum vitiense
Stereophyllum vitiense là một loài rêu trong họ Stereophyllaceae. Loài này được Dixon mô tả khoa học đầu tiên năm 1930.